# Erika Wasserman
Erika Wasserman, född 11 oktober 1978 i Kungsholms församling, Stockholm, är en svensk filmproducent.
Wassermans far är amerikan och hennes mor svenska. Under barndomen flyttade hon mycket och bodde bland annat i Madagaskar, Grenada och Angola.
Wasserman är verksam i bolagen Idyll AB och Fasad Postproduktion AB och har bland annat producerat Fredrik Wenzels och Henrik Hellströms långfilm Man tänker sitt (2009) och Axel Peterséns Avalon (2012, tillsammans med Jesper Kurlandsky). I USA har hon varit med och producerat Bluebird, en film i regi av Lance Edmands, som bland annat jobbat med tv-serien The Wire och klippt Lena Dunhams film Tiny Furniture. Hon är även producent till Henrik Hellströms film The Quiet Roar från 2014.
År 2022 debuterade Wasserman som långfilmsregissör med dramakomedin Året jag slutade prestera och började onanera med Katia Winter i huvudrollen.

## Filmografi
- 2008 – Skinnskatteberg (biträdande producent)
- 2009 – Man tänker sitt
- 2010 – De fem sinnena
- 2010 – Kontraktet
- 2012 – Avalon
- 2013 – Bluebird (samproducent)
- 2014 – The Quiet Roar
- 2016 – Under pyramiden
- 2018 – Gräns (exekutiv producent)
- 2022 – Året jag slutade prestera och började onanera (även regi)